# Кордова (тайфа)

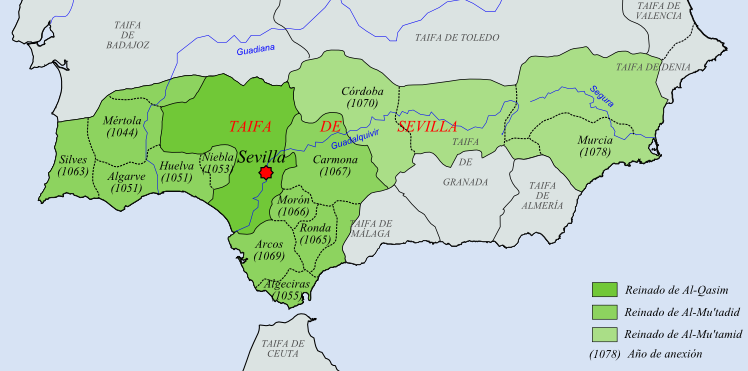
Тайфа Кордова в 1070-е

Тайфа Ко́рдова — республика, которая появилась в Аль-Андалусе в 1031 году в результате распада Ко́рдовского халифата, начавшегося в 1008 году, и была завоёвана в 1070 году эмиром Севильи аль-Мутамидом.
В ходе распада Кордовского халифата стали образовываться различные государства, вошедшие в историю как тайфы. Ко́рдова, как бывший центр халифата, одна из последней объявила о своей независимости. 30 ноября 1031 года Хишам III был свергнут восставшим народом и бежал в Лериду. Город временно остался без правителя. Знатные горожане приняли решение передать власть Абу-л-Хазм Джахвар бин Муаммаду. Перед принятием любого политического решения он совещался с советом, состоящим из министров и судьей.
Абу-л-Хазм управлял городом с 1031 до своей смерти в 1049 году, когда ему наследовал его сын Абу-л Валид Мухаммад ар-Рашид. Со временем Мухаммад ар-Рашид передал власть в тайфе Кордова двум своим детям: Абд ар-Рахману и Абд ал-Малику. Два брата начали борьбу, победителем в которой оказался Абд ар-Рахман. Абд ал-Малик обратился за помощью к эмиру Севильи, Аббаду II аль-Мутадиду.
Сближение Кордовы и Севильи встревожила Аль-Мамуна, эмира Толедо, который послал армию, чтобы осадить Кордову и арестовать Абд ал-Малика. Борьба за Кордову продолжалась до тех пор, пока аль-Мутамид после очередной победы вместо назначения своего ставленника присоединил тайфу Севилья. Абд ал-Малик был арестован и сослан на остров Сальтес. Это стало концом Кордовской республики.